# San Martín Tilcajete
San Martín Tilcajete est une ville et une municipalité située à environ 23 kilomètres de la ville d'Oaxaca, dans l'État d'Oaxaca, dans le Sud du Mexique. Elle fait partie du district d'Ocotlán, au sud de la région des Valles Centrales.
C'est un village zapotèque traditionnel et historique. La communauté est surtout connue pour sa production d'alebrijes, qui sont des sculptures en bois de créatures réelles ou fantastiques peintes de couleurs vives et de motifs complexes.
Un des premiers noms de la région était Zapotitlán, en référence au grand nombre d'arbres en sapote noire qui se trouvaient dans la région ; cependant, ces arbres sont rares aujourd'hui. Le nom actuel est dérivé du Nahuatl « Tilcaxitl » qui signifie « dépression ou cuvette de terre noire » ou « montagne d'encre cochenille ». Le premier se réfère à une source d'eau douce sombre, qui se trouve aujourd'hui entre la Calle de Cajete et l'Avenida Progreso. Le dernier sens renvoie au fait que dans l'antiquité, les habitants d'ici étaient connus pour fabriquer de l'encre et de la teinture à partir de l'insecte cochenille. Une autre origine possible du nom vient du « tilmas » qui est un tablier traditionnel porté par les ouvriers pour protéger leurs vêtements et transporter des objets. Aujourd'hui, les tilmas sont le plus souvent considérés comme faisant partie du costume porté pour la Danza de la Pluma. 
Le nom de San Martin a été ajouté en l'honneur de l'évêque de Tours, en France.